# أرامايونا
بلدية أرامايونا (بالإسبانية: Aramayona) هي بلدية تقع في مقاطعة ألافا التابعة لإقليم الباسك شمال إسبانيا.

## الديموغرافيا
يبلغ عدد سكان بلدية أرامايونا 1.496 نسمة عام 2011 (وفقاً للمعهد الوطني للإحصاء الإسباني).
| 1.345 | 1.373 | 1.479 | 1.503 | 1.493 | 1.499 | 1.496 |